# St. Anger
 For alternative betydninger, se St. Anger (single).
St. Anger er Metallicas ottende studiealbum udgivet i 2003. Under optagelsen af albummet blev DVD'en Some Kind of Monster også optaget – den giver et dybdegående portræt af bandet og afslører hvorfor bandet næsten blev opløst.
Albummet endte som #1 på USAs Billboard 200 og Canadian Albums Chart. I 2004 vandt singlen St. Anger en Grammy Award for Best Metal Performance (bedste metal sang).    
St. Anger fik en blandet modtagelse af kritikerne. Den overvejende del af musikpressen (bl.a. NME og Rolling Stone) gav albummet positive anmeldelser, mens en række kritikere (heriblandt PopMatters) var særdeles negative.[kilde mangler]

## Numre
1. "Frantic" – 5:50
2. "St. Anger" – 7:21
3. "Some Kind Of Monster" – 8:25
4. "Dirty Window" – 5:24
5. "Invisible Kid" – 8:30
6. "My World" – 5:45
7. "Shoot Me Again" – 7:10
8. "Sweet Amber" – 5:27
9. "The Unnamed Feeling" – 7:09
10. "Purify" – 5:14
11. "All Within My Hands" – 8:48

## Musikere
1. James Hetfield – Guitar, Vokal
2. Kirk Hammett – Guitar, Bagvokal
3. Lars Ulrich – Trommer
4. Bob Rock – Producer, Bas, Mixing
5. Robert Trujillo – Bas live